# Octavio Sarmiento Bohórquez
Octavio Sarmiento Bohórquez (Tame, 1929 - Tame, 1 de octubre de 2001) fue un abogado y político colombiano, quien se desempeñó como Intendente (Gobernador) de Arauca, Representante a la Cámara por el mismo departamento y Senador de la República de Colombia.

## Biografía
Nacido en Tame, en la Comisaría de Arauca, era abogado de profesión, a la vez que se desempeñaba como empresario.
Comenzó su carrera como miembro del Partido Liberal, por el cual se desempeñó como Intendente (Gobernador) de Arauca entre 1965 y 1968, bajo los presidentes Guillermo León Valencia y Carlos Lleras Restrepo, y miembro del Consejo Intendencial de Arauca. Así mismo, fue Concejal y Alcalde de su ciudad natal, tanto por decreto como el primero por votación popular.
Aunque ya se había desempeñado como Senador y Representante a la Cámara por el Partido Liberal, para las elecciones legislativas de 1991 se unió a la Unión Patriótica, partido por el cual fue elegido congresista.
En las elecciones regionales de 1994 fue candidato a la Gobernación de Arauca por el movimiento Nueva Colombia, sin éxito.En las elecciones legislativas de 1998 fue elegido de nuevo a la Cámara de Representantes por el Partido Liberal, al haber obtenido 8.386 votos. En la Cámara fue miembro de la Comisión Primera, de asuntos constitucionales. Como su suplente fungió Carmen Sirenia Saray Tovar.
El 29 de septiembre de 2001 fue secuestrado junto con su familia en su finca en Tame por paramilitares del Bloque Vencedores de las Autodefensas Unidas de Colombia (AUC). Aunque su familia fue liberada al día siguiente, él se quedó con los paramilitares y fue asesinado el primero de octubre de 2001, cuando salía de su finca.Las AUC además se llevaron 1.500 cabezas de ganado de la finca. Posteriormente se identificaría a Miguel Ángel Mejía Múnera, comandante del Bloque Vencedores, y a Orlando Villa Zapata, subcomandante, como responsables directos del crimen.
Como su reemplazo en la Cámara asumió Adalberto Enrique Jaimes Ochoa.